# Brachymenium indicum
Brachymenium indicum là một loài Rêu trong họ Bryaceae. Loài này được (Dozy & Molk.) Bosch & Sande Lac. mô tả khoa học đầu tiên năm 1860.